# 石川町入口

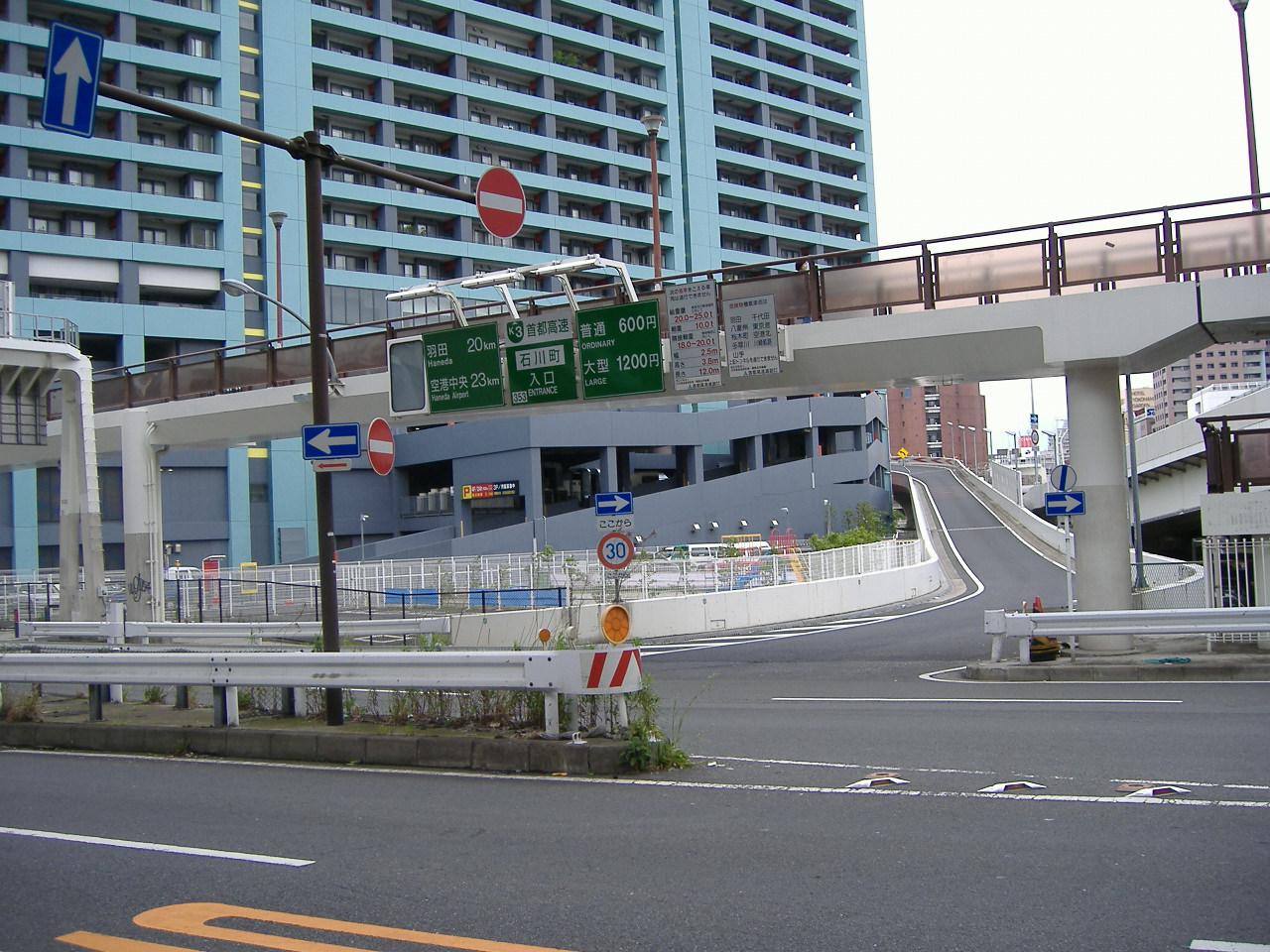
石川町入口

石川町入口（いしかわちょういりぐち、Ishikawacho Entrance）は、神奈川県横浜市中区にある首都高速道路神奈川3号狩場線の入口である。石川町JCTに併設され、本牧JCT方面の入口のみが設置されている。本ランプに近接して、2007年12月に、本牧JCT方面からの横浜公園出口が設けられた。なお、横浜公園出口の一般街路との合流地点は、旧横浜市庁舎前の「関内駅南口交差点」付近となる。

## 周辺
- 横浜中華街
- 横浜スタジアム
- 港の見える丘公園
- 元町商店街
- 横浜市道80号横浜駅根岸線
- 石川町駅

## 料金所
- レーン数：2
  - 一般・ETC：1
  - 閉鎖中：1

## 隣
首都高速神奈川3号狩場線
(354)山下町出口 - (353)石川町入口・石川町JCT - (356)阪東橋出入口